# Jacques Perrin
Jacques André Simonet, més conegut com a Jacques Perrin   (14è districte de París, 13 de juliol de 1941 - 17è districte de París, 21 d'abril de 2022) fou un actor i productor de cinema francès.

## Biografia
Fill del director de teatre de la Comédie-Française Maxence Perrin i de l'actriu Mathieu Simonet, des de la seva infantesa cresqué en un ambient teatral. Jacques Perrin estudià al Conservatori d'Art Dramàtic, on rebé classes de Jean Yonnel, i intervingué molt aviat en muntatges teatrals. Al cinema rebé el seu primer paper important a la pel·lícula La ragazza con la valigia (1960) de Valerio Zurlini. Amb aquell mateix director filmà el 1962 Cronaca familiare, pel·lícula basada en una novel·la de Vasco Pratolini i en què Perrin compartí cartellera amb Marcello Mastroianni.
Aquestes interpretacions li permeteren iniciar una important carrera internacional: el 1965 filmà amb Costa-Gavras la pel·lícula Compartiment tueurs i el 1966 l'adaptació de la novel·la de Pío Baroja La busca, dirigida per Angelino Fons.
El 1968 fundà la seva pròpia productora cinematogràfica, Reggane Films, que finançà pel·lícules com Z, de Costa-Gavras (1968), o Le Crabe-tambour de Pierre Schoendoerffer (1977). A Z Perrin no només fou coproductor, sinó que també hi intervingué com a actor, juntament amb Jean-Louis Trintignant, Yves Montand i Irene Papas. La pel·lícula guanyà l'Òscar a la millor pel·lícula de parla no anglesa el 1969.
Tot i que continuà actuant en pel·lícules com Cinema Paradiso (de Giuseppe Tornatore, 1989) o Les Choristes (2004), la seva tasca professional es va centrar en la producció cinematogràfica: va finançar pel·lícules de gran èxit com el documental sobre la vida dels insectes Microcosmos: le peuple de l'herbe, de Claude Nuridsany i Marie Pérennou, 1995, amb el qual Perrin guanyà el premi Cèsar al millor productor; Himalaya, l'enfance d'un chef, d'Éric Valli (1999), o el documental sobre la migració de les aus Le Peuple migrateur (2001), que Perrin codirigí juntament amb Jacques Cluzaud i Michael Debats.

## Teatre
- 1957: César et Cléopâtre de George Bernard Shaw, posada en escena de Jean Le Poulain, Théâtre de la Ville: Ptolemeu
- 1957: La Ville dont le prince est un enfant de Henry de Montherlant: Souplier (amb el nom de Jacques Simonet)
- 1958: L'Année du bac de José-André Lacour, posada en escena d'Yves Robert, Théâtre Édouard VII
- 1960: Les Ambassades de Roger Peyrefitte, mise en scène André Barsacq, Théâtre des Bouffes-Parisiens
- 1962: Ève et Line de Luigi Pirandello, posada en escena de Pierre Franck, Théâtre des Bouffes-Parisiens

## Filmografia

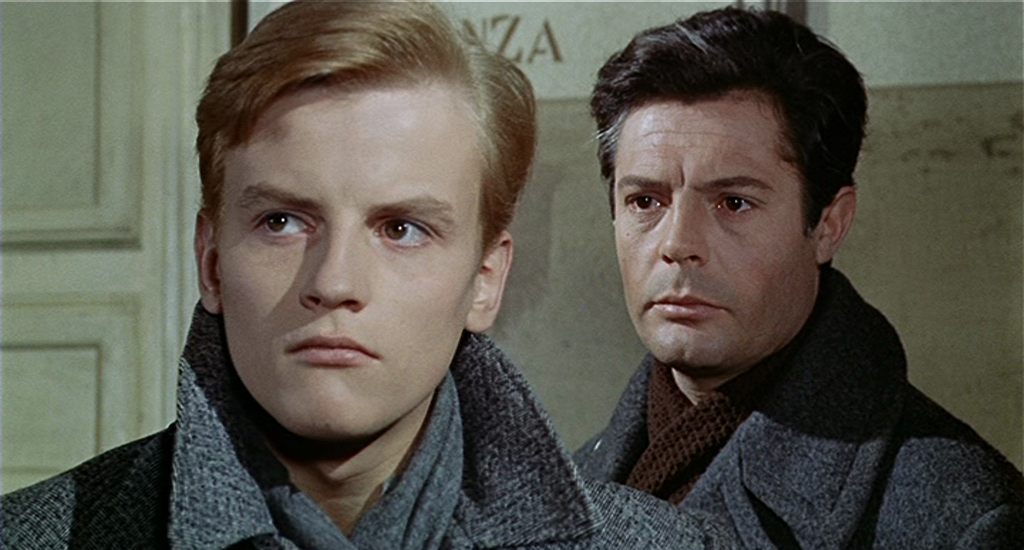
Jacques Perrin i Marcello Mastroianni en un fotograma de la pel·lícula de 1962 Cronaca familiare, de Valerio Zurlini.

- 1946: Les Portes de la nuit de Marcel Carné
- 1957: La Peau de l'ours de Claude Boissol
- 1958: Les Tricheurs de Marcel Carné
- 1959: La Verte Moisson de François Villiers
- 1960: La ragazza con la valigia de Valerio Zurlini
- 1960: Les Nymphettes de Maurice Delbez i Henry Zaphiratos
- 1960: La Vérité d'Henri-Georges Clouzot
- 1962: Cronaca familiare de Valerio Zurlini
- 1963: La corruzione de Mauro Bolognini
- 1964: La chance et l'amour de Claude Berri, Charles Bitsch i Bertrand Tavernier
- 1965: La 317e Section de Pierre Schoendoerffer
- 1965: Compartiment tueurs de Costa-Gavras
- 1966: La ligne de démarcation de Claude Chabrol
- 1966: La grimace de Bertrand Blier (curtmetratge)
- 1966: L'Horizon de Jacques Rouffio
- 1967: L'Écume des jours de Charles Belmont
- 1967: Les Demoiselles de Rochefort de Jacques Demy
- 1968: Rose rosse per Angelica de Stefano Vanzina
- 1969: Z de Costa-Gavras (Perrin hi participà com a productor i actor)
- 1969: La invitada
- 1970: L'Étrangleur de Paul Vecchiali
- 1970: Peau d'Âne de Jacques Demy
- 1971: Blanche de Walerian Borowczyk
- 1973: État de siège de Costa-Gavras (productor)
- 1973: Home Sweet Home de Benoît Lamy
- 1974: Section spéciale de Costa-Gavras (productor)
- 1976:  El desert dels tàrtars (Il deserto dei tartari) de Valerio Zurlini (productor i actor)
- 1976: La Victoire en chantant de Jean-Jacques Annaud (productor)
- 1977: Le Crabe-tambour de Pierre Schoendoerffer
- 1978: L'Adoption de Marc Grunebaum
- 1978: La Légion saute sur Kolwezi de Raoul Coutard
- 1980: Une robe noire pour un tueur de José Giovanni
- 1982: L'Honneur d'un capitaine de Pierre Schoendoerffer
- 1982: 40 graus latitud sud (Les Quarantièmes rugissants) de Christian de Chalonge
- 1984: Le Juge de Philippe Lefebvre
- 1984: L'Année des méduses de Christopher Frank
- 1984: Paroles et musique d'Elie Chouraqui
- 1985: Parole de flic de José Pinheiro
- 1989: Cinema Paradiso de Giuseppe Tornatore
- 1989: Vanille fraise de Gérard Oury
- 1989: Le peuple singe de Gérard Vienne (documental; productor)
- 1990: Stanno tutti bene de Giuseppe Tornatore
- 1991: La Contre-allée d'Isabel Sebastian
- 1993: Les Demoiselles ont eu 25 ans d'Agnès Varda (documental)
- 1994: Montparnasse-Pondichéry d'Yves Robert
- 1995: Les Enfants de Lumière (documental; Perrin fou director -amb Yves Deschamps- i productor)
- 1996: Microcosmos: le peuple de l'herbe de Claude Nuridsany i Marie Pérennou (documental; productor)
- 1998: D'abord la musique/Prima la musica, poi le parole de Fulvio Wetzl
- 1999: Himalaya: L'Enfance d'un chef d'Eric Vali (productor)
- 1999: C'est pas ma faute! de Jacques Monnet
- 2001: Le Peuple migrateur de Jacques Perrin, Jacques Cluzaud i Michel Debats (documental; productor, director i narrador)
- 2001: El pacte dels llops (Le Pacte des loups) de Christophe Gans
- 2003: Deep Blue, d'Alastair Fothergill i Andy Byatt (documental, narrador)
- 2004: Les Choristes de Christophe Barratier
- 2004: Voyageurs du Ciel et de la Mer de Jacques Perrin i Jacques Cluzaud (documental IMAX per a Futuroscope; productor, director i narrador)
- 2004: Là-haut, un roi au-dessus des nuages de Pierre Schoendoerffer
- 2005: Le Petit Lieutenant de Xavier Beauvois
- 2005: L'infern (L'enfer) de Danis Tanovic
- 2006: El perfum: història d'un assassí de Tom Tykwer. Perrin hi participa com a narrador.
- 2008: Tabarly de Pierre Marcel (documental)
- 2008: Faubourg 36 de Christophe Barratier
- 2009: Océans. Codirector, amb Jacques Cluzaud.

## Premis i nominacions

### Premis
- 1966: Copa Volpi per la millor interpretació masculina per La busca i Un uomo a metà
- 1997: César al millor productor per Microcosmos : Le Peuple de l'herbe
- 2011: César al millor documental per Océans

### Nominacions
- 1970: Oscar a la millor pel·lícula per Z
- 2003: Oscar al millor documental per Le peuple migrateur
- 2003: Goya al millor documental per Le peuple migrateur
- 2005: BAFTA a la millor pel·lícula de parla no anglesa per Les choristes